# Walter Rodekamp
Walter Rodekamp (Hagen, 13 gennaio 1941 – 10 maggio 1998) è stato un calciatore tedesco, di ruolo attaccante.

## Carriera

### Club
Ha giocato nel campionato tedesco con lo Schalke 04 e l'Hannover 96

### Nazionale
Ha giocato 3 partite in Nazionale nel 1965, segnando un gol.